# Gonçalo Rodrigues
Gonçalo Rosa Gonçalves Pereira Rodrigues, noto semplicemente come Gonçalo Rodrigues o con lo pseudonimo Guga (Faro, 18 luglio 1997), è un calciatore portoghese, centrocampista del Beijing Guoan.

## Caratteristiche tecniche
È un mediano.

## Carriera

### Club
Cresciuto nel settore giovanile dell'Benfica, ha esordito con la seconda squadra delle Águias il 13 agosto 2016 disputando l'incontro di LigaPro perso 2-0 contro il Varzim.

### Nazionale
Ha giocato nelle nazionali giovanili portoghesi Under-17 ed Under-19.

## Statistiche
Statistiche aggiornate al 30 agosto 2019.

### Presenze e reti nei club
| Stagione         | Squadra          | Campionato       | Campionato | Campionato | Coppe nazionali | Coppe nazionali | Coppe nazionali | Coppe continentali | Coppe continentali | Coppe continentali | Altre coppe | Altre coppe | Altre coppe | Totale | Totale | Totale |
| Stagione         | Squadra          | Comp             | Pres       | Reti       | Comp            | Pres            | Reti            | Comp               | Pres               | Reti               | Comp        | Pres        | Reti        | Pres   | Reti   |        |
| ---------------- | ---------------- | ---------------- | ---------- | ---------- | --------------- | --------------- | --------------- | ------------------ | ------------------ | ------------------ | ----------- | ----------- | ----------- | ------ | ------ | ------ |
| 2016-2017        | Benfica B        | LdH              | 8          | 0          |                 | -               | -               |                    | -                  | -                  |             | -           | -           | 8      | 0      |        |
| 2017-2018        | Benfica B        | LdH              | 1          | 0          |                 | -               | -               |                    | -                  | -                  |             | -           | -           | 1      | 0      |        |
| Totale Benfica B | Totale Benfica B | Totale Benfica B | 9          | 0          |                 | -               | -               |                    | -                  | -                  |             | -           | -           | 9      | 0      |        |
| 2018-2019        | Panaitōlikos     | SL               | 14         | 0          | CG              | 0               | 0               |                    | -                  | -                  |             | -           | -           | 14     | 0      |        |
| 2019-2020        | Famalicão        | PL               | 3          | 0          | CP+CdL          | 0+1             | 0               |                    | -                  | -                  |             | -           | -           | 4      | 0      |        |
| Totale carriera  | Totale carriera  | Totale carriera  | 26         | 0          |                 | 1               | 0               |                    | -                  | -                  |             | -           | -           | 27     | 0      |        |

## Palmarès

### Club

#### Competizioni nazionali
- Segunda Liga: 1

Rio Ave: 2021-2022